# Niederweiler (Eifel)

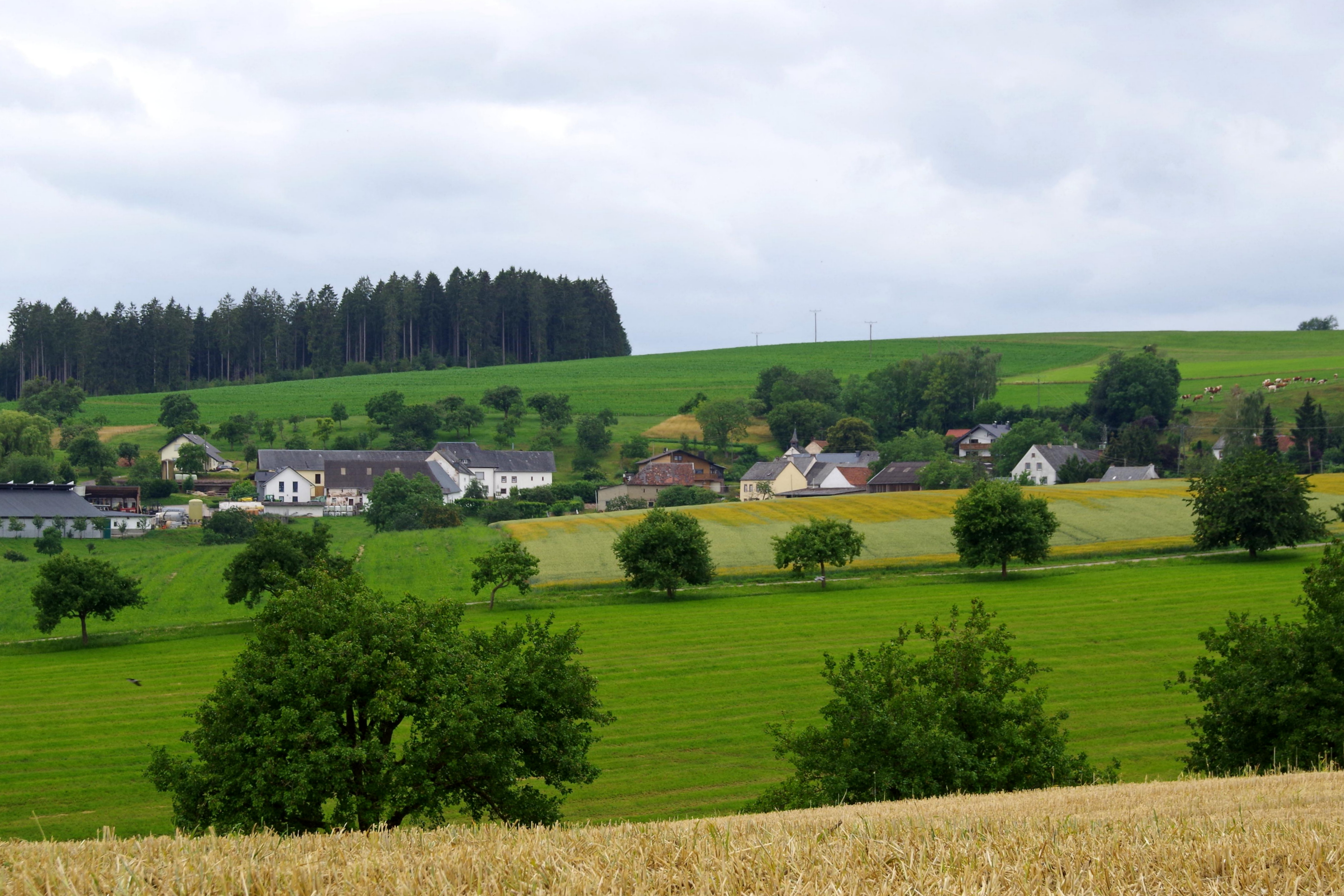
Niederweiler (Eifel) von Nordosten

Niederweiler ist eine Ortsgemeinde im Eifelkreis Bitburg-Prüm in Rheinland-Pfalz. Sie gehört der Verbandsgemeinde Bitburger Land an.

## Geographie
Niederweiler liegt in der Südwesteifel, ca. 10 km nordwestlich der Kreisstadt Bitburg. Das Gemeindegebiet erstreckt sich auf dem Höhenrücken zwischen Nims und Prüm. Die Ortslage liegt auf 410 m ü. NHN, innerhalb der gesamten Gemarkung wird der niedrigste Punkt an der Prüm auf 280 m ü. NHN erreicht, die höchste Stelle liegt 455 m ü. NHN. Mit 57 % wird der Großteil der Gemeindefläche landwirtschaftlich genutzt, 33 % sind bewaldet. Auch mehrere Streuobstwiesen sind vorhanden.

## Geschichte
Von einer frühen, sesshaften Besiedelung des Gemeindegebietes zeugen Funde aus der vorchristlichen Zeit. Ein 1966 auf dem Flur Ringelstein gefundenes Urnengräberfeld von etwa 1000 v. Chr. – vermutlich zum Siedlungszentrum Biersdorf-Wiersdorf gehörend – weist auf die menschliche Anwesenheit in der Eisenzeit hin. Ab etwa 600 v. Chr. sind zahlreiche Hügelgräber entstanden, die man 1934 „Auf dem Krambusch“ und 1964 „Bei Ringelstein“ fand. Die Römer nahmen das Niederweiler Gebiet um 50 v. Chr. für sich in Anspruch. Aus dieser Zeit konnten an mehreren Stellen im heutigen Gemeindegebiet Überreste sichergestellt werden. Auch die Franken haben 600–700 sterbliche Reste in Niederweiler hinterlassen.
Urkundlich wurde der Ort erstmals im Jahre 1257 erwähnt. Damals vermachte Ritter Diffried von Hamm dem Kloster Himmerod die Hälfte seiner Güter zu „Wilre“ bei „Ham“. Die Nennung des Ortes bezog sich damals noch auf die heute getrennten Gemeinden Ober- und Niederweiler zusammen. Die Pfarrkirche Biersdorf besaß 1330 fünf Filialen, darunter auch in Nieder- und Oberweiler.
Ab etwa 1000 gehörte Niederweiler zur Meierei Geckler in der luxemburgischen Grafschaft Vianden.
Die Bürgermeisterei Biersdorf verwaltete den Ort ab 1816 und ging 1856 an die Bürgermeisterei Bickendorf, 1927 umbenannt in „Amt Bickendorf“. Dieses wiederum wurde mit weiteren Ämtern im Zuge der rheinland-pfälzischen Funktional- und Gebietsreform 1970 zur Verbandsgemeinde Bitburg-Land zusammengeschlossen, die seitdem auch für die Verwaltung der Ortsgemeinde Niederweiler zuständig war. Seit dem 1. Juli 2014 gehört Niederweiler der neuen Verbandsgemeinde Bitburger Land an.
Bevölkerungsentwicklung
Die Entwicklung der Einwohnerzahl von Niederweiler; die Werte von 1871 bis 1987 beruhen auf Volkszählungen:
| Jahr | Einwohner |
| ---- | --------- |
| 1815 | 66        |
| 1835 | 94        |
| 1871 | 116       |
| 1905 | 107       |
| 1939 | 126       |
| 1950 | 128       |
| 1961 | 103       |

| Jahr | Einwohner |
| ---- | --------- |
| 1970 | 99        |
| 1987 | 99        |
| 1997 | 102       |
| 2005 | 84        |
| 2011 | 86        |
| 2017 | 91        |

## Politik

### Gemeinderat
Der Gemeinderat in Niederweiler besteht aus sechs Ratsmitgliedern, die bei der Kommunalwahl am 9. Juni 2024 in einer Mehrheitswahl gewählt wurden, und dem ehrenamtlichen Ortsbürgermeister als Vorsitzendem.

### Bürgermeister
Jonas Rösch wurde am 28. Oktober 2024 Ortsbürgermeister von Niederweiler. Da bei der Direktwahl am 9. Juni 2024 kein Wahlvorschlag eingereicht wurde, oblag die Neuwahl gemäß rheinland-pfälzischer Gemeindeordnung dem Rat, der bei seiner konstituierenden Sitzung am 1. Juli allerdings keinen Kandidaten fand. Der bei diesem Termin zunächst zum Ersten Beigeordneten gewählte Jonas Rösch stellte sich dann in der Oktober-Sitzung erfolgreich einer Wahl zum Ortsbürgermeister.
Seine Vorgängerin Sandra Lempges hatte das Amt seit 2019 inne. Zuvor war Günter Weber seit 2009 Ortsbürgermeister der Gemeinde.

### Wappen
| Wappen von Niederweiler | Blasonierung: „In Rot zwei gekreuzte goldene brennende Kerzen über einem silbernen Balken.“ |
| Wappen von Niederweiler | Wappenbegründung: Auf die jahrhundertelange Zugehörigkeit zur Grafschaft Vianden deutet das rote Wappen mit silbernem Balken. Die beiden brennenden Kerzen sind das Attribut des Kirchenpatrones, des heiligen Blasius. |

## Kultur und Sehenswürdigkeiten
- Wahrzeichen der Ortschaft ist die um 1700 errichtete und gut erhaltene Filialkirche St. Blasius. Im Jahre 1738 entstand der als vorbildlich restauriert angesehene Steinaltar. An der Kirche sind die Tafeln der Vierzehn Nothelfer sowie zwei Nischenkreuze aus den Jahren um 1600 und 1620 angebracht, die das Bauwerk auch regional bekannt machen.

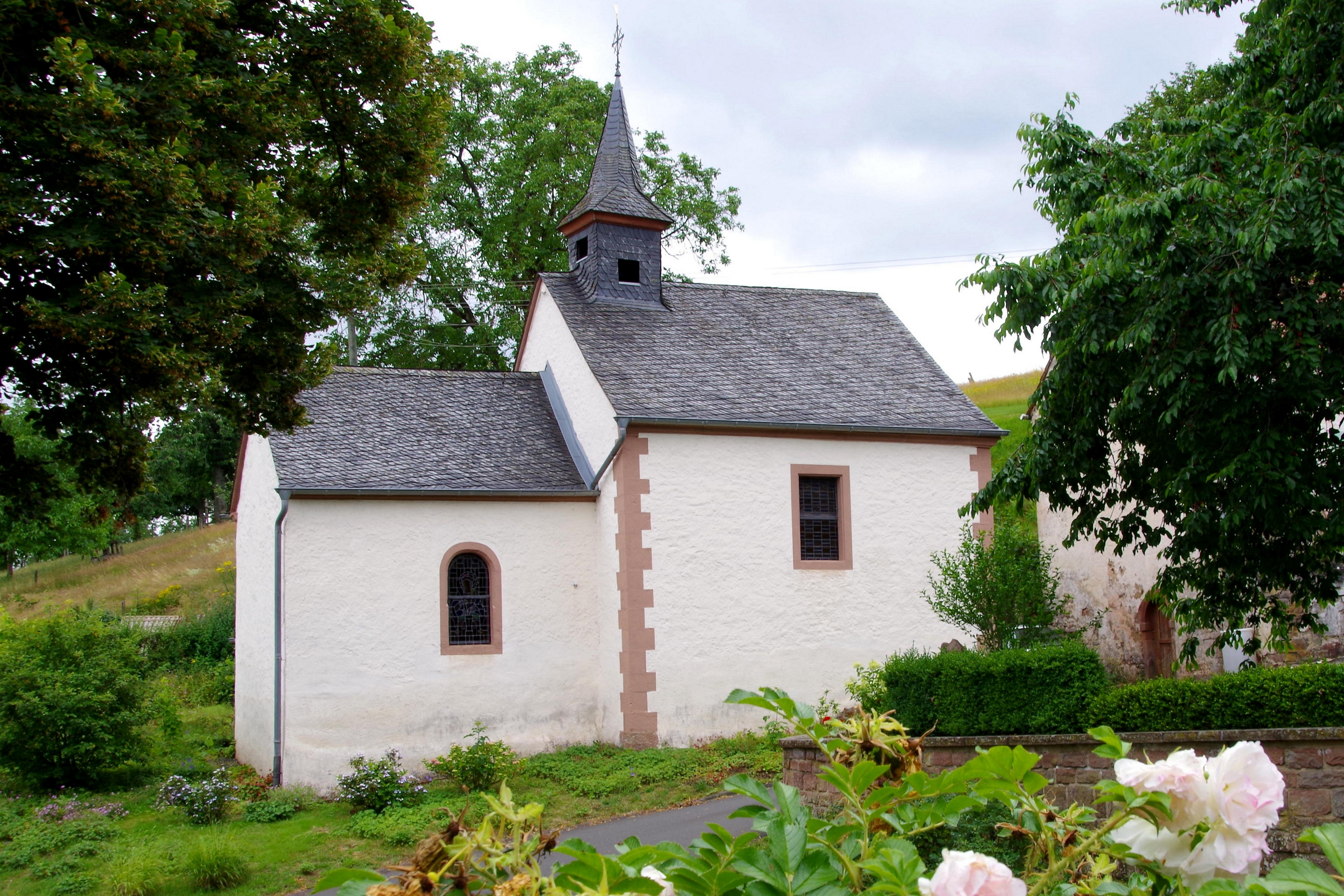
St. Blasius
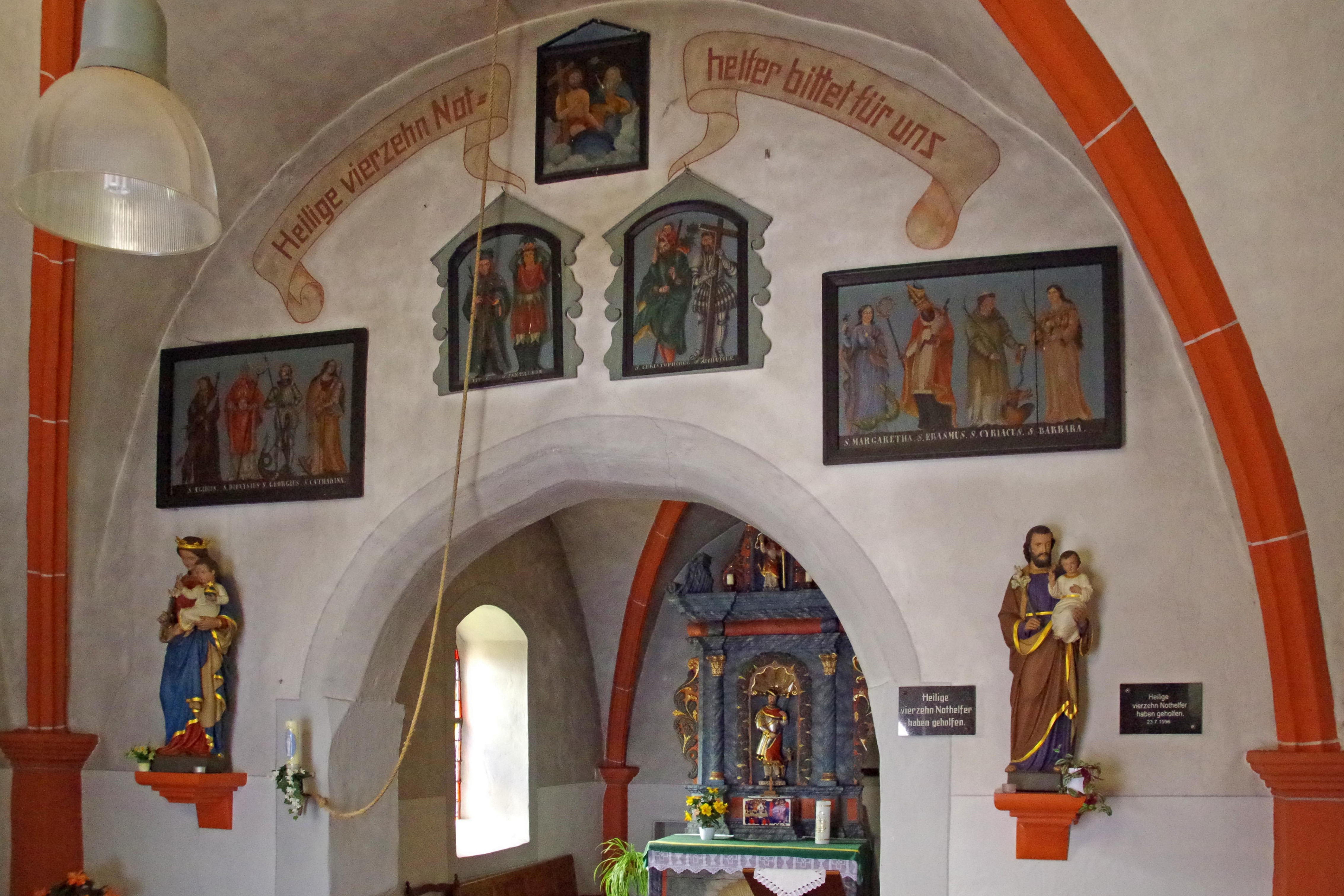
Vierzehn Nothelfertafeln
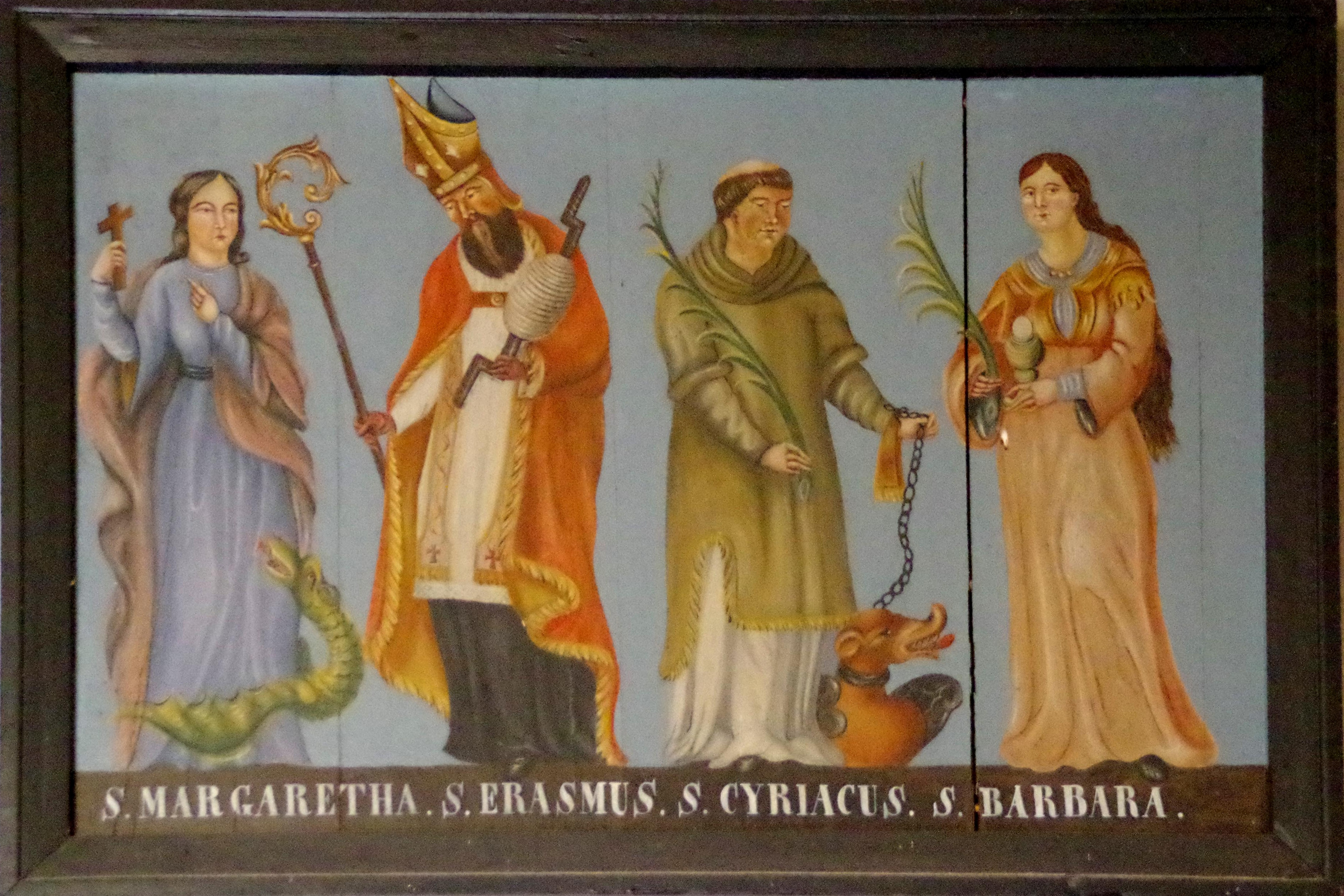
Vier Nothelfer
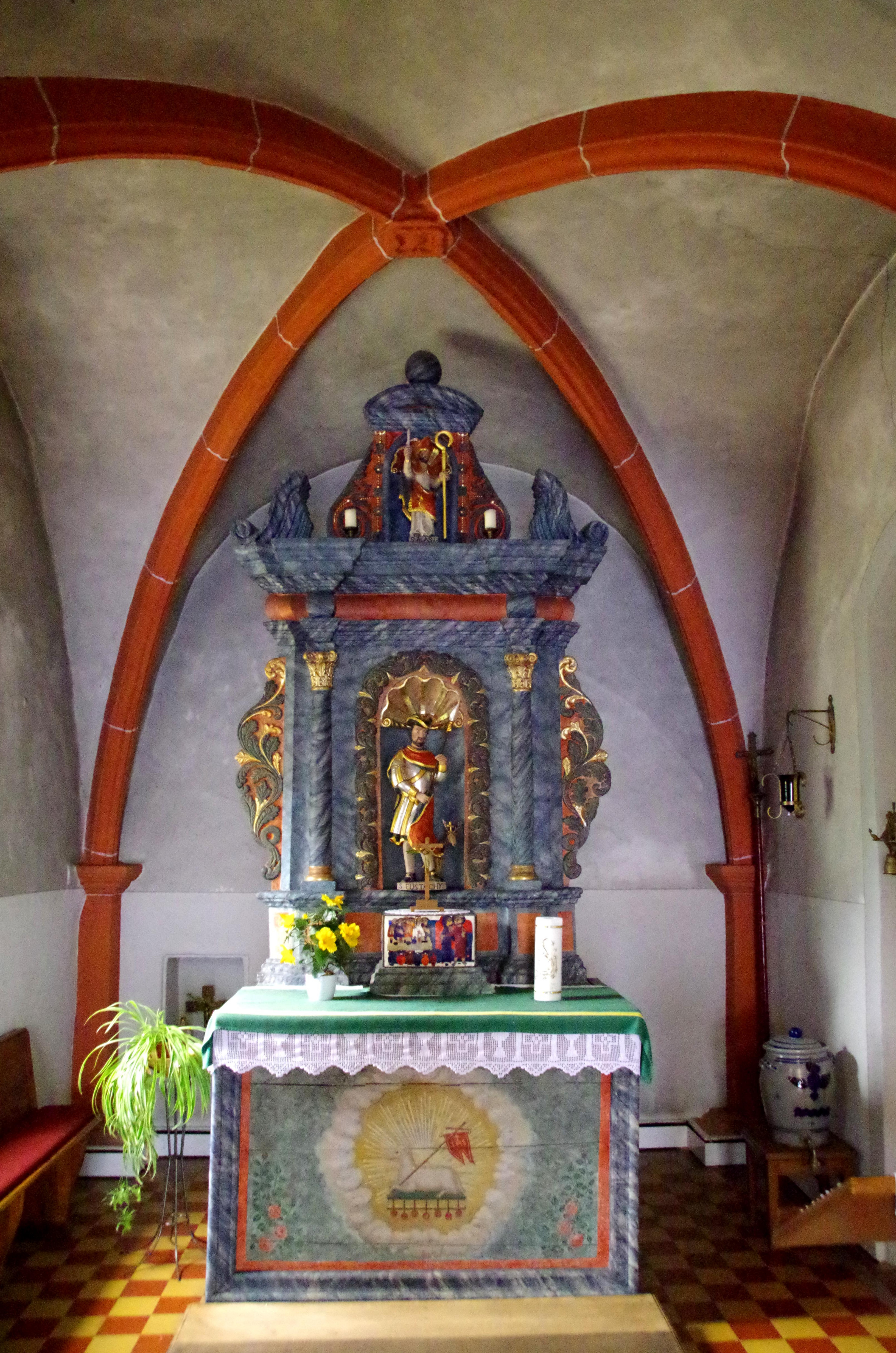
Säulenaltar (1738)
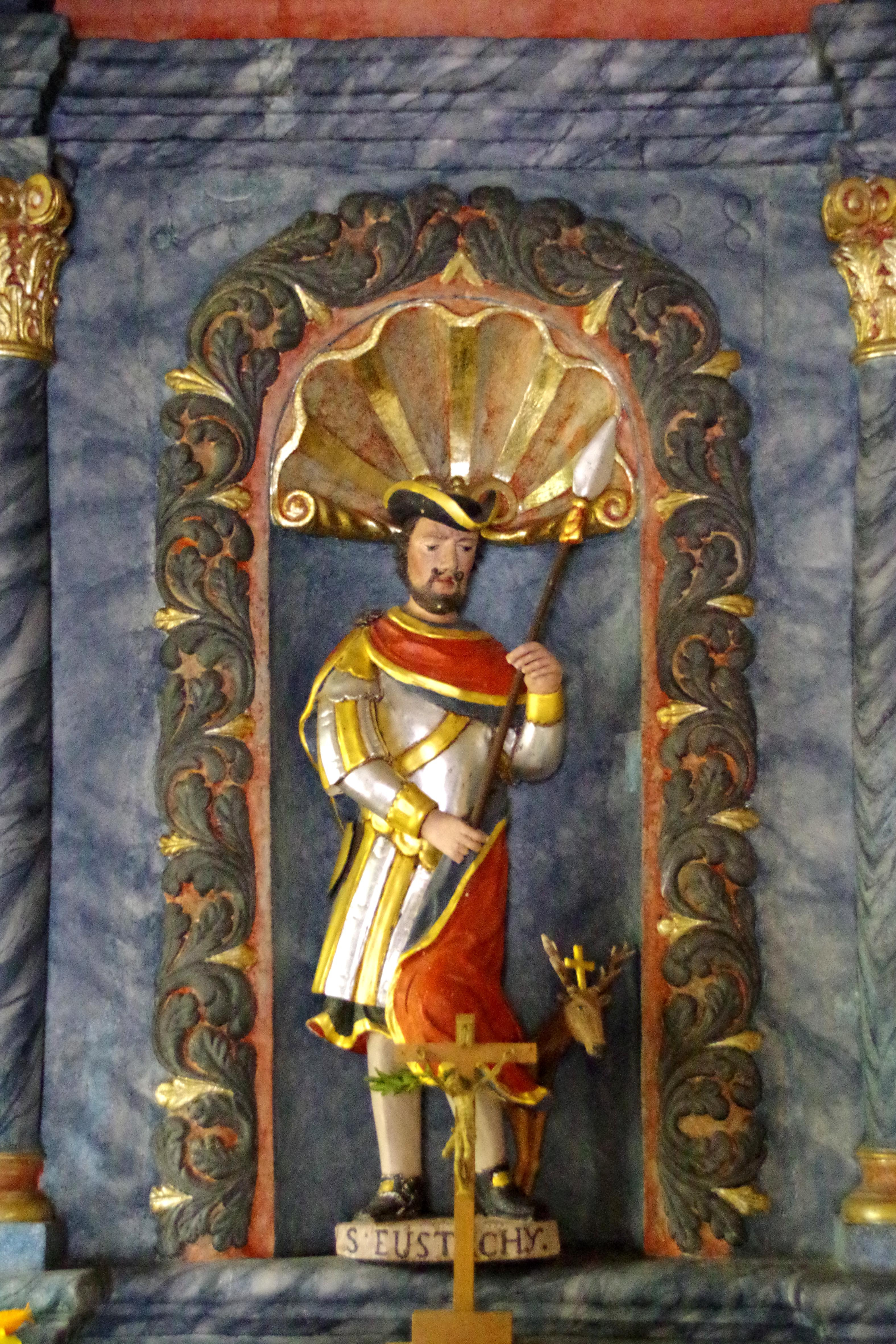
Hochaltar, St. Eustachius
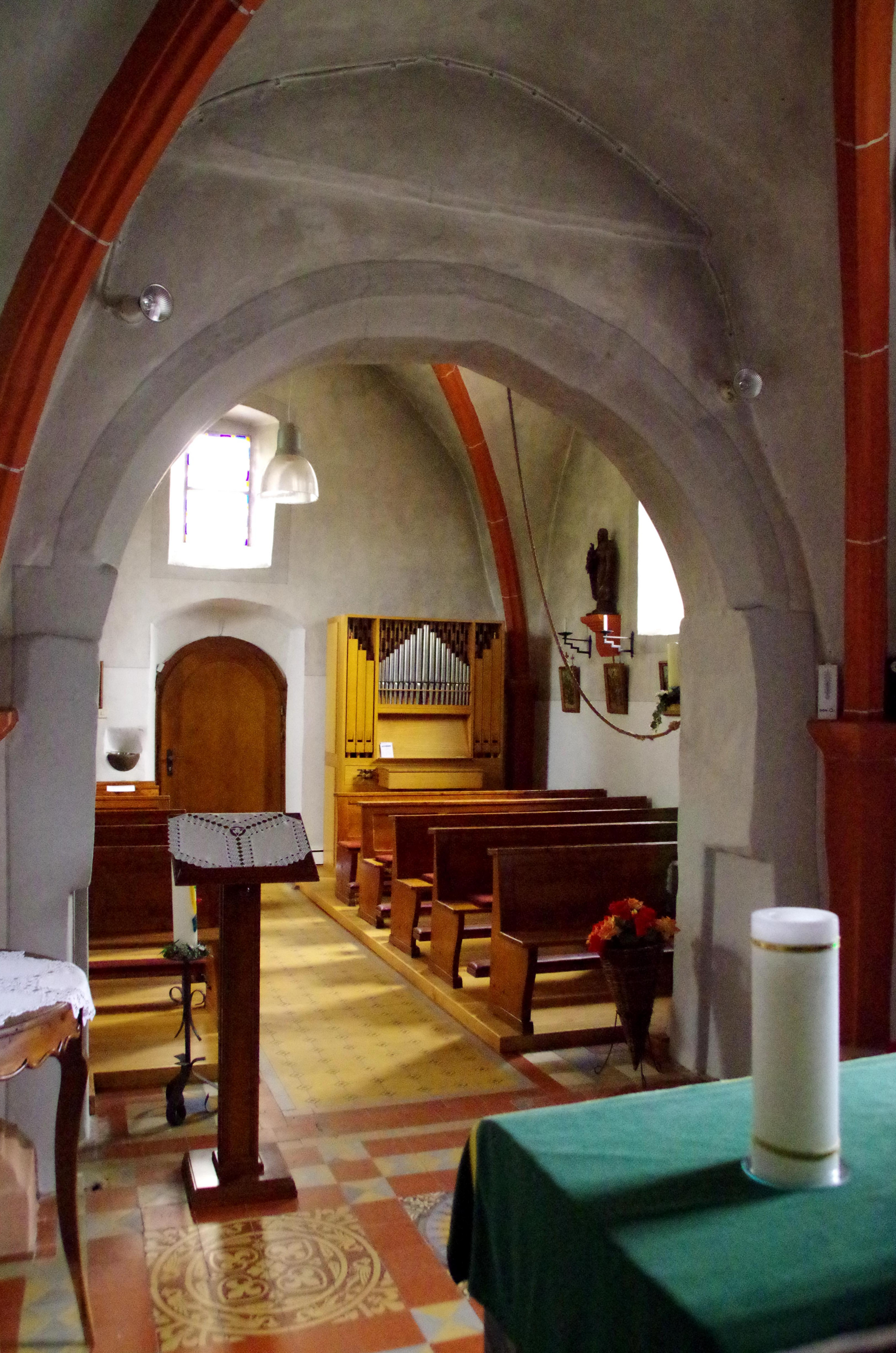
Kapellenraum

- In der Nähe befindet sich das Jagdschloss Merkeshausen. Das Schloss wurde 1893 mit Verwaltungs- und Wirtschaftsgebäuden errichtet. 1933 wurde das Anwesen an die Bitburger Brauerei verkauft. Im Zweiten Weltkrieg wurde das Schloss zerstört und später durch einen Neubau ersetzt. Hier steht noch das erhalten gebliebene Forsthaus von Schloss Merkeshausen.[11][12] ⊙

### Grünflächen und Naherholung
- Wanderrouten in und um Niederweiler[13]
- Naturdenkmale Esche und Silberahorn beim Forstgut Merkeshausen

### Regelmäßige Veranstaltungen
- Jährliches Kirmes- bzw. Kirchweihfest.
- Traditionelles Ratschen oder Klappern am Karfreitag und Karsamstag
- Hüttenbrennen am ersten Wochenende nach Aschermittwoch (sogenannter Scheef-Sonntag)[14][15][16]

## Öffentliche Einrichtungen
Das ehemalige Schulgebäude wird heute als Dorfgemeinschaftshaus genutzt. Des Weiteren ist die Gemeinde Standort einer Freiwilligen Feuerwehr.